# ユトリロン
ユトリロン/Youtorilon（ゆとりろん）は西川響（にしかわひびき）による音楽プロジェクト。

## 概要
ベース＆ヴォーカルの西川響が作詞・作曲した曲を演奏して歌い、サポートメンバーの中からライブ（アコースティックバージョンやロックバージョン等）ごとにバンドが組まれる。
また、西川響はYoutorilonの名で、ガールズ・バンドSCANDALやAsh（俳優中村誠治郎と根本正勝によるユニット）などへの楽曲提供もしている。
現在はTHE JETZEJOHNSON（ジェッジジョンソン）のベーシストとして活動中。

## 主なサポートメンバー
- 吉田太郎　　  Drums,Chorus
- 大橋英之　　  Guitar
- 真也 　　 　  Turn Tables　(From; GHOSTY BLOW)
- 俊 　　　 　  Drums (From; GHOSTY BLOW)
- WADDY　　　  Acoustic guitar
- 本間太郎　　  Piano
- 上原晃　　　  Drums,Percussion

## リリース
2008年にコロムビアのインディーズレーベルから6曲入りアルバム『Mind The Gap』でデビュー。
- 1) Come On Now
- 2) mind the gap
- 3) on&on
- 4) akogare
- 5) moonchild
- 6) think about